# Мазур Ігор Петрович
І́гор Петро́вич Ма́зур (нар. 18 березня 1973, c. Пирогівці, Хмельницька область; псевдо — Тополя) — український військовик, громадський та політичний діяч, голова Київської організації партії «УНА—УНСО» з лютого 1997 по вересень 2019 року, заступник голови партії з листопада 2016 по вересень 2019 року. Залишив керівні посади і вийшов з партії після призначення на посаду державного службовця після проходження конкурсу в Секретаріат Уповноваженого Верховної Ради України з прав людини.
Учасник війни проти РФ в Абхазії на боці Грузії, учасник війни на Донбасі — спочатку в добровольчих батальйонах, а потім як офіцер ЗСУ, командир розвідувальної роти 131-го розвідувального батальйону в районі бойових дій Широкине-Чермалик. Після повномасштабного вторгнення Росії в Україну — командир стрілецької роти батальйону територіальної оборони ЗСУ.

## Життєпис
Народився на Хмельниччині.
Закінчив Черкаський національний університет імені Богдана Хмельницького.
Активіст УНА-УНСО з 1992 року.
Брав участь у війні в Абхазії 1992—1993 років проти РФ на боці Грузії. У січні — березні 1995 року з групою унсовців забезпечували охорону іноземних журналістів під час Першої Чеченської Війни в Росії. За що слідчий комітет РФ відкрив на нього кримінальну справу.
Учасник похоронів Патріарха Володимира 18 липня 1995 року і сутичок з «Беркутом» того дня.

### Ув'язнення
2001 року був заарештований і відбув 3 роки ув'язнення за участь у бійці з міліцією під Адміністрацією Президента в ході акції «Україна без Кучми» 9 березня 2001 року.
У «справі 9 березня» проходило 19 осіб. У СІЗО перебувало 18, які отримали від двох до чотирьох років позбавлення волі. Станом на 2012 рік, троє з них — Руслан Зайченко, Денис Андрусенко та Андрій Косенко — померли.

### Помаранчева революція
Під час Помаранчевої революції — один з керівників охорони наметового містечка на Майдані Незалежності, учасник автопробігу «Поїзд дружби» в Крим і на Донбас в грудні 2004 року.
Закінчив Черкаський національний університет ім. Хмельницького (2005[джерело?]), фах — вчитель історії.
Закінчив Інститут післядипломної освіти КНУ ім. Шевченка (2011[джерело?]), фах — правознавець.

### Євромайдан
Керівник «Правого Сектора» Київщини і начальник штабу 24 Сотні Самооборони Майдану під час Революції Гідності.

### Російсько-українська війна 2014—2022рр.
З травня 2014 в зоні бойових дій на сході України. З березня 2015 року офіцер Збройних Сил України — командир роти, заступник начальника штабу 131-го розвідувального батальйону в Секторі «М».
З листопада 2016 року після демобілізації стає заступником голови партії УНА-УНСО і заступником командира Української націоналістичної самооборони (УНСО).

### Переслідування Росією і затримання в Польщі
9 листопада 2019 року на пункті пропуску «Дорогуськ» польські прикордонники затримали Ігоря на підставі запиту Росії через Інтерпол. Як пояснив міністр МЗС Польщі Яцек Чапутович, рішення про затримання було прийняте прикордонниками, які не знали причини включення Ігора до списку людей, що розшукуються.
10 листопада Мазура відпустили на поруки консула України в Любліні. До того часу, коли Польща визначить, чи потрібно екстрадувати його до Росії, він знаходитиметься на території українського консульства. Це підтвердив посол України в Польщі Андрій Дещиця.
Заступниця Міністра закордонних справ України Олена Зеркаль 12 листопада заявила, що згідно зі зверненням МЗС Мазура мають виключити зі списку розшуку Інтерполу.

### Повномасштабне вторгнення Росії в України
З початком повномасштабного вторгнення Росії в Україну мобілізувався 24 лютого 2022 року та став командиром унсовської роти 127-го стрілецького батальйону 112-ї бригади тероборони ЗСУ.

## Громадська діяльність
Голова ГО «Фан-клуб „Україна“», що пропагує перемоги українців у військовій справі, науці, спорті та інших напрямах. Заступник Голови ГО «Товариства воїнів АТО».
З червня 2017 року голова громадської організації «Межимор'я», що пропагує співпрацю держав Балто-Чорноморського регіону (Україна, Польща, Литва, Латвія, Естонія, Грузія).

## Сім'я
Одружений вдруге. Має доньку Олю (1997) від першого шлюбу та синів Ярослава (2009) і Мирослава (2012) — від другого.

## Релігія
Православний ПЦУ, член Управи Ставропігійного Братства ім. Ярослава Мудрого, лицар Православного Ордену Архистратига Михаїла.

## У документальних фільмах
В документальному фільмі Георгія Гонгадзе «Тіні війни» (1993) про грузино-абхазький конфлікт неодноразово з'являється на екрані разом з іншими воїнами-унсовцями, що воювали в Абхазії.
Документальний фільм «Обличчя протесту» (2003 р.) про акцію «Україна без Кучми» починається з інтерв'ю з Мазуром після його арешту і перебування у Лук'янівському СІЗО № 13.

## Нагороди
- Орден «За мужність» III ст. (18 січня 2007) — за заслуги у державному будівництві, вагомий внесок у розвиток і зміцнення демократичної, соціальної і правової України та з нагоди Дня Соборності України[12]
- Медаль «Захиснику Вітчизни» (12 грудня 2016) — за особисту мужність, самовідданість і високий професіоналізм, виявлені у захисті державного суверенітету та територіальної цілісності України, вірність військовій присязі[13]
- Орден Вахтанга Горгасалі 3-го ступеня (Грузія)[2] від Президента Грузії Е. Шеварднадзе Указом від 15.11.93
- «Пустельний хрест» (вища нагорода УНА—УНСО)[2] від Головного Командира УНСО Ю. Шухевича указом від 14.12.08
- Медаль «За жертовність і любов до України» від Патріарха Філарета (2015 р.)
- Орден Архистратига Михаїла УПЦ (КП)
- Медаль «За оборону Маріуполя» від командувача ОК «Південь» генерала Сиротенка (2015 р.)

### Інтерв'ю
- Марина Ткачук, Одинадцята заповідь Христа — «Не бійся!» [Архівовано 11 листопада 2019 у Wayback Machine.] // Україна молода, № 35—36, 4 березня 2011

### Відео
- Ігор Мазур «Тополя»: 30-річний досвід воєн з Росією | Історія PRO https://www.youtube.com/watch?v=JFGyAgn0aic
- гор «Тополя» Мазур про чотири війни та ідентичність https://www.youtube.com/watch?v=D0h190jE9Ps
- Ігор Мазур (Тополя). Спогади про війни УНСО. Бандерштат 2011 [Архівовано 13 листопада 2019 у Wayback Machine.] // Олена Білозерська, 16 серпня 2011
- Ігор «Тополя» Мазур (офіцер ЗСУ) — За Чай.com з Романом Чайкою // 5 канал, 12 жовтня 2016